# 2015 KQ174
2015 KQ174 ist ein Planetoid, der am 24. Mai 2015 am Mauna Kea entdeckt wurde und zur Gruppe der Kuipergürtel-Planetoiden gehört. Der Asteroid läuft auf einer mäßig exzentrischen Bahn in 503 Jahren um die Sonne, sodass er sich in einer 5:2-Bahnresonanz mit dem Neptun befindet. Die Bahnexzentrizität seiner Bahn beträgt 0,11, wobei diese 24,34° gegen die Ekliptik geneigt ist.
2015 KQ174 gehört zu derselben Gruppe wie 2004 XR190, (690420) 2014 FC72, 2014 FZ71 und 2015 FJ345, die alle Umlaufbahnen mit großen Perihelia und moderaten Exzentrizitäten aufweisen. Die Theorien ihrer Umlaufbahnen beinhalten nahe Passagen von Sternen, unbekannte Planeten/Protoplaneten/Einzelgänger-Planeten im frühen Kuipergürtel sowie Bahnstörungen durch Resonanzeffekte mit einem nach außen migrierenden Neptun. Der Kozai-Effekt kann Bahnexzentrizität in eine höhere Bahnneigung umwandeln.